# Teruo Nimura
Teruo Nimura (japonsko 二村 昭雄), japonski nogometaš in trener, * 2. maj 1943, Kjoto, Japonska.
Za japonsko reprezentanco je odigral 5 uradnih tekem.